# 2014 en droit
Cet article présente les faits marquants de l'année 2014 en droit.

## Évènements

### Janvier
- 1er janvier
  -  France
    - Entrée en vigueur « prévue » du Collège de l'instruction, entrée reportée au 1er janvier 2015[1].

### Mars
- Ouverture du procès de Maurice Agnelet.

### Avril
- 2 avril : Christiane Taubira est renommée ministre de la justice dans le gouvernement Valls.
- 11 avril : fin du troisième procès de cour d'assises de Jean-Maurice Agnelet, qui est condamné à 20 ans de réclusion criminelle.

### Septembre
- 18 septembre : référendum sur l'indépendance de l'Écosse

### Novembre
- 20 novembre : journée internationale des droits de l'enfant célébrant l'anniversaire de la convention internationale des droits des enfants (CIDE) adoptée le 20 novembre 1989.

### Décembre
- 10 décembre : journée internationale des droits de l'homme pour honorer l'adoption par l'Assemblée générale des Nations unies et de la proclamation le 10 décembre 1948 de la Déclaration universelle des droits de l'homme.